# Masahiro Koga
Masahiro Koga (古賀 正紘 Koga Masahiro?), född 8 september 1978, är en japansk tidigare fotbollsspelare.
I juni 1997 blev han uttagen i Japans trupp till U20-världsmästerskapet 1997.